# Oppenheimer
Oppenheimer je priimek več znanih ljudi:
- Franz Oppenheimer (1864–1943), nemški sociolog in ekonomist judovskega rodu
- Julius Robert Oppenheimer (1904–1967), ameriški fizik
- Maximillian Oppenheimer, bolj znan kot Max Ophüls (1902–1957), nemški filmski režiser in pisatelj judovskega rodu
- Samuel Oppenheimer (1630–1703), nemško-judovski bankir, dvorni Jud in diplomat